# Mustapha Khraïef
Mustapha Khraïef (arabe : مصطفى خريّف), de son nom complet Mustapha Ben Ibrahim Khraïef, né le 10 octobre 1910 à Nefta et décédé le 21 mars 1967 à Tunis, est un poète et écrivain tunisien.

## Biographie

### Enfance
Mustapha Khraïef passe son enfance à Nefta qui est connue sous le nom de « Petite Koufa »,. Il y est influencé par la littérature arabe car la plupart des membres de sa famille est portée vers l'écriture et la poésie. En effet, son père Ibrahim est un historien, auteur du Précis d'histoire du Jérid, ses sœurs rédigeant des poèmes en arabe tunisien et ses frères Mohamed Ennaceur et Béchir étant respectivement poète et romancier ; ils sont très connus dans le milieu culturel en Tunisie.
Il entre dans un kouttab de Nefta où il apprend le Coran. Il immigre ensuite avec sa famille à Tunis vers 1921 et y étudie dans une médersa moderne puis à l'université Zitouna en 1926.

### Jeunesse
Khraïef réussit à enrichir son savoir littéraire, par la lecture des traductions d'œuvres étrangères et d'œuvres arabes récentes qu'il trouve dans certaines bibliothèques comme celle de l'association des anciens étudiants du Collège Sadiki, et à établir des relations d'amitié avec de nombreux écrivains qui vont se distinguer dans la littérature tunisienne, comme Jalaleddine Naccache, Mahmoud Bourguiba, Hédi Laâbidi, Abou el Kacem Chebbi dont il fait l'éloge après son décès, Tahar Haddad, qu'il a soutenu lors de la publication de Notre femme dans la législation islamique et la société, et Ali Douagi. En outre, il rallie la troupe de Taht Essour dès ses débuts dans les années 1920.

### Carrière professionnelle
Lors de ses débuts, Khraïef éprouve de l'intérêt pour l'écriture dans la presse. En effet, il rédige des articles à propos des débats sociétaux dans Le Vrai (الصواب). En outre, il publie des articles sur les mêmes sujets dans La Voix du peuple (لسان الشعب) et Le Ministre (الوزير). Les travaux de presse de Khraïef ne sont pas restreints au domaine social car il publie aussi des critiques littéraires dans Le Sourire (السرور) d'Ali Douagi ; il signe ses articles littéraires sous le nom de « Prépuce d'un journaliste » (قلفة صحافي).

## Œuvres
Mustapha Khraïef effectue de nombreuses contributions dans les revues et journaux de l'époque. Outre les poèmes, dont le premier est publié en 1922 alors qu'il n'a que treize ans, il écrit des critiques et publie des opinions, de même que des textes de chansons. Après un premier recueil intitulé Rayons (شعاع), publié en 1945, ses principaux poèmes sont par la suite rassemblés en 1966 dans un recueil intitulé Nostalgie et goût (شوق و ذوق). Parmi les chansons qu'il a écrites figurent notamment Fée des vagues (حورية الموج), composée et chantée par la diva libanaise Laure Daccache, et Loi de l'amour (شرع الحب) composé par Khemaïs Tarnane et interprétée par Naâma.